# Sydney Schertenleib
Sydney Schertenleib, född den 30 januari 2007 i Zürich, är en schweizisk fotbollsspelare.

## Karriär
Sydney Schertenleib inledde sin seniorkarriär i FC Zürich år 2022 innan hon värvades av Grasshopper Club Zürich år 2023. 2024 kontrakterades hon av FC Barcelona. Hon har även representerat det schweiziska damlandslaget där hon debuterade år 2024.